# Distrito de los Teatros
El Distrito de los Teatros (en inglés Theater District) es un área de Midtown Manhattan donde se encuentra la mayoría de los teatros de Broadway, al igual que otros teatros, cines, restaurantes, hoteles y otros lugares de entretenimiento. Se extiende desde la Calle 40 a la Calle 54, y desde el oeste de la Sexta Avenida al este de la Octava Avenida, e incluye al Times Square. The Great White Way es el nombre dado a la sección de Broadway que pasa por Theater District.
Theatre Row, un área de la Calle 42 desde la Novena Avenida a la Undécima Avenida, en la cual los teatros de Off- y Off-Off-Broadway, pueden ser considerados una extensión de Theater District, aunque oficialmente no forman parte de él.